# Mike Score
Michael Gordon Score (Reino Unido, 5 de novembro de 1952) mais conhecido como Mike Score, é um músico multi-instrumentista inglês que é mais conhecido como o tecladista, guitarrista, vocalista e fundador da banda de new wave, A Flock of Seagulls. Ganhou um Prêmio Grammy de Melhor Performance de Rock Instrumental pela música D.N.A. de 1982 e foi indicado novamente em 1983 pelo Prêmio Grammy de Melhor Vídeo Musical. Ele lançou um álbum solo em 1º de março de 2014, intitulado Zeebratta.
A sua banda é umas das que mais influenciaram e que ainda influenciam muito do que é hoje a dance music, o pop contemporâneo e a música eletrônica.
Seu estilo estabelecido na época foi muito marcante, com um cabelo estilo topete com uma franja cobrindo o olho, foi referenciado diversas vezes pela cultura pop, com na série Friends e também mencionado no filme de Quentin Tarantino, Pulp Fiction.

## Carreira
Nascido em Beverley, East Riding of Yorkshire, na Inglaterra, em 5 de Novembro de 1957, Score era um cabeleiro em Liverpool, até que em 1978 formou a banda de pós-punk, Tontrix, onde tocava baixo, junto com Hambi Haralambous, (vocal), Steve Lovell, (guitarra), Bobby Carr, (teclados), e Chris Hughes (bateria). A banda lançou apenas um álbum oficial, chamado de Shell Shocked and Slipping Into Life. A banda fez muitos shows no Noroeste da Inglaterra e, no final de 1979, a banda foi dissolvida, com os membros seguindo caminhos diferentes.
Alguns meses depois, no mesmo ano, ele fundou a banda de New Wave, A Flock Of Seagulls, com seu irmão Ali Score, (bateria), seu amigo Frank Maudsley, (baixo), e Paul Reynolds (guitarra). Mike tocava teclado, guitarra e era vocalista, os A Flock Of Seagulls começaram a tocar em bares e praticavam em cima do salão onde Mike trabalhava, até que conseguiram contrato com uma gravadora, na qual logo com seu primeiro álbum, que leva o nome da banda, A Flock Of Seagulls, lançado em 1982, obtiveram sucesso internacional. Em 1983 lançou o álbum Listen, que obteve um bom sucesso. No mesmo ano começou a fazer shows junto com The Police e The Fixx. Em 1984 eles lançaram The Story of a Young Heart, que obteve um sucesso moderado, porém bem. Já em 1985 com o álbum Dream Come True, foi muito mal e no ano seguinte a banda se separou.
Mas quando decidiu reformar a banda novamente em 1988, os outros membros se recusaram a se juntar a ele. Ele se apresentou e excursionou com A Flock of Seagulls com diferentes membros. Em 1995 lançou o álbum fracassado da banda The Light at the End of the World que não teve progresso algum.
Em 1999, Score gravou uma música para o álbum de compilação Trackspotting V, chamado "All I Wanna Do". Foi a oitava faixa (de 18) no álbum, e ele é creditado como "Scorey".
Em 2003, os membros originais de A Flock of Seagulls foram reunidos pela Bands Reunited da VH1. Eles tocaram seu hit "I Ran (So Far Away)" em uma apresentação única em Londres. Em uma entrevista antes da performance, foi revelado que seu penteado de "gaivota" ou "asas" foi criado quando o ator tentava estilizar seu cabelo como o personagem de David Bowie, Ziggy Stardust. O baixista do AFOS, Frank Maudsley, estava tentando usar o espelho ao mesmo tempo, e colocou a mão na cabeça de Score, deixando apenas o cabelo nas laterais da cabeça para cima. A reunião da banda aparentemente resolveu a tensão entre ele e seu irmão, Ali Score, ex-baterista da banda, que estava presente desde o término da banda.
Em 4 de fevereiro de 2013, Score indicou, através de sua conta no YouTube, que havia começado a seguir carreira solo e no mesmo dia, Score enviou um videoclipe de sua música "All I Wanna Do" (regravada, como a original). versão está no Trackspotting V). Foi lançado como single em 18 de fevereiro de 2013, na Right Track Records. O gênero da faixa é ambient electronica. Score planejava lançar um álbum solo logo depois, mas em julho de 2013, a van usada por Score e seus músicos foi roubada de um Comfort Inn em Downey, Califórnia. A van continha o equipamento, as roupas e os discos rígidos de Score contendo as faixas do álbum. No dia seguinte, a van foi encontrada sem nada dentro. Os discos rígidos contendo os arquivos de áudio foram recuperados.
Em meados de janeiro de 2014, Score lançou seu segundo single intitulado "Somebody Like You". Em 1 de março de 2014, Score lançou Zeebratta, seu primeiro álbum de estúdio.
Em 3 de maio de 2018, foi anunciado que os quatro membros originais da banda se reuniriam novamente para gravar um novo álbum intitulado Ascension, sua primeira gravação em estúdio desde 1984. Apresentando a Orquestra Filarmônica de Praga, será um álbum de 10 faixas composto por músicas exclusivas. versões de seus sucessos anteriores e uma nova música. O videoclipe de "Space Age Love Song" estreou no YouTube em 6 de junho, e um EP de cinco faixas que apresenta cinco versões da música foi lançado digitalmente dois dias depois.
Em 12 de julho de 2019, os membros originais se reuniram de novo para mais um álbum, Inflight (The Extended Essentials), desta vez, a banda re-trabalha seus sucessos originais e os estende em um estilo remix de 12 ”dos anos 80. Dez novas gravações, expandidas para preencher a imaginação dos sonhadores em todo o mundo, que já está disponível em lojas físicas e digitais.

## Estilo
Mike trouxe a banda um grande estilo New Romantic, e fez a banda ter esse estilo futurista, a banda é muito lembrada por músicas com pegadas futuristas, pelos sintetizadores de Mike, seus vocais e pelo figurino que Mike tinha, quando a banda começou Mike tinha um cabelo comum, mas ele resolveu criar um tipo de corte de cabelo para ser lembrado, em entrevista para a Classic Pop, Mike disse ''Minha mãe costumava dizer: 'Não copie as pessoas. Tente ser você mesmo, porque assim as pessoas vão se lembrar de você.' Havia um pouco de David Bowie e Alice Cooper na aparência da banda, sem copiá-los.'' e foi isso o que Mike fez, criou um estilo próprio para seu cabelo e figurino, influenciou muito a cultura dos anos de 1980, se tornando uma marca para a década e para as pessoas que seguiam o estilo New Romantic e New Wave, o corte surgiu quando a banda ia fazer um show em Trinidad, eles estavam em um camarim velho e miserável. Mike estava penteando o cabelo para trás e todos os outros membros queriam ir ao espelho para fazer o cabelo e colocar a maquiagem para se apresentarem.
Quando o baixista Frank Maudsley estava tentando usar o espelho e Mike estava fazendo um cabelo no estilo moicano, quase que um David Bowie, Frank apoiou a mão no cabelo de Mike, que o desmanchou, então o empresário da banda começou a apressá-los para subir no palco, Mike e Frank começaram a arrumar o cabelo e deixaram mais perecido com uma gaivota, logo depois disso eles subiram no palco e o cabelo de Mike virou uma marca registrada da banda.

## Equipamento

### Guitarras
Mike Score tem uma grande lista de guitarras que o mesmo usou ao longo dos anos, cada uma usada para executar uma música diferente, entre elas podemos destacar a sua Yamaha SG1000 vermelha que ele usou muito para músicas como Man Made e Pick Me Up, outra guitarra muito usada por Score foi a Gibson Moderne Electric Guitar que foi muito usada por Mike no início da banda, ele usou essa guitarra para tocar músicas como Telecommunication e entre outras. Outras guitarras também utilizada por Mike foram guitarras como uma Aria Pro II ZZ Deluxe azul, que ficou muito marcada por ser usada no US Festival de 1983, Mike executou essa guitarra para executar diversas músicas e foi uma das mais usadas por Score na década de 1980, outra que Mike usou muito depois de 1984 foi uma Fender Telecaster preta. Atualmente ele utiliza uma guitarra Fender Telecaster customizada por ele mesmo.

### Sintetizadores
Score se tornou muito conhecido pelos seus riffs com o sintetizador, criando sons únicos, o que trouxe uma grande marca para seu estilo de composição. Entre os diversos sintetizadores de sua coleção podemos destacar o Korg Delta, Korg MS-10, Roland Jupiter-8 Synthesizer, Roland Juno-60, Roland SH-101 Synthesizer, Ensoniq TS-10, Roland SH-09 Synthesizer, Roland Fantom-X6 e entre outros que foram utilizados ao longo da extensa carreira musical que Mike Score carrega desde o final da década de 1970.

## Vida pessoal
Mike Score mora na Flórida com sua esposa, ambos viajam regularmente entre EUA e Liverpool com seus barcos. Mike foi casado quatro vezes, é casado com Ceena Score desde 25 de junho de 2012, ele teve um filho de seu primeiro casamento.

## Discografia

### Álbuns solo
- Zeebratta (2014)

### Álbuns com Tontrix
- Shellshocked (1978)
- Slipping Into Life (1979)

### Álbuns com A Flock Of Seagulls
- A Flock of Seagulls (1982)
- Listen (1983)
- The Story of a Young Heart (1984)
- Dream Come True (1985)
- The Light at the End of the World (1995)
- Ascension (2018)
- String Theory (2021)

### Singles solo
- "All I Wanna Do" (1999, 2013)
- "Somebody Like You" (2014)

### Colaborações
- Looking for You (com Isaac Junkie) (2018)